# Томич, Горан
Горан Томич (хорв. Goran Tomić; род. 18 марта 1977[…], Шибеник) — хорватский футболист, футбольный тренер.

## Карьера

### Карьера игрока
Профессиональную карьеру игрок начал в 1995 году в команде «Шибеник». В своей карьере достаточно часто менял клубы, выступал за греческий АЕК, итальянские команды «Виченца» и «Реджина», австрийский «Ред Булл», бельгийский «Льерс». Закончил карьеру игрока в китайской команде «Хэнань Констракшн» в 2006 году из-за травмы.

### Карьера тренера
После завершения карьеры игрока Томич стал ассистентом главного тренера клуба из родного города Шибеник. 1 сентября 2011 года был назначен главным тренером «Шибеника», после того как команда уволила Векослава Локицу. Из-за финансовых проблем команда была вынуждена покинуть высший дивизион в сезоне 2011/12. 12 февраля 2013 года Томич разорвал контракт с «Шибеником», так как ему предложили контракт в Китае. 26 февраля 2013 года клуб второго дивизиона Китая «Пекин Баси» официально представил Томича в качестве главного тренера. По итогам сезона 2013 команда финишировала на 7 месте, что стало лучшим результатом в истории «Пекин Баси».

## Достижения
«Пекин Баси»
- Лучший тренер Первой лиги Китая: 2014